# Angeliera xarifae
Angeliera xarifae là một loài chân đều trong họ Microparasellidae. Loài này được Siewing miêu tả khoa học năm 1959.